# Waltershofen (Freiburg im Breisgau)
Waltershofen ist ein Stadtteil mit eigener Ortsverwaltung der Stadt Freiburg im Breisgau. Er liegt ca. 15 km westlich der Stadt am Tuniberg in der Nachbarschaft zu den eigenständigen Gemeinden Gottenheim, Merdingen und Umkirch im Landkreis Breisgau-Hochschwarzwald sowie zur südlich gelegenen Ortschaft Opfingen, ebenfalls ein Stadtteil von Freiburg.
In Waltershofen leben ca. 2200 Menschen (Ende 2022). Die Fläche des Stadtteils beträgt 629,10 ha (Stand 31. Dezember 2010).
Der Partnerort ist Waltershofen im Allgäu.

## Geschichte
Erstmals urkundlich erwähnt wurde Waltershofen im Jahr 1139.  Während des Mittelalters gehörte das Dorf dem Kloster St. Märgen. Verschiedene Breisgauer Adelsfamilien, so die Schnewlin und die Dachswangen, waren die Ortsherren. Wegen Verarmung musste das Kloster St. Märgen diesen Besitz Ende des 15. Jahrhunderts verkaufen. Wechselnde Adelsfamilien herrschten weiter über den Ort, der 1806 an das Land Baden fiel und mit diesem 1952 im Land Baden-Württemberg aufging. Am 1. Juli 1972 wurde das Dorf nach Freiburg eingemeindet. Ortsvorsteherin ist seit 2015 Petra Zimmermann.

## Landschaft
Im Südosten der Waltershofener Gemarkung, angrenzend an das Naturschutzgebiet Rieselfeld und den Mundenhof, liegt das Landschaftsschutzgebiet Mooswald. Es wird in Nord-Süd-Richtung durchschnitten von der Bundesautobahn 5. Westlich davon liegt der Waltershofener See. Er entstand 1967 bis 1969 durch Kiesabbau für den Autobahnzubringer Freiburg-Mitte und ist der am höchsten mit Nährstoffen belastete See Baden-Württembergs. Diese wurden über das Grundwasser vom Freiburger Rieselfeld bis Anfang der 1980er Jahre eingetragen. Die Folge waren Algenblüte und Fischsterben, da ab zwei Meter Wassertiefe kein Sauerstoff mehr vorhanden war. Seit 2010 wird mit Solarantrieb das Wasser umgewälzt und so gelangt Sauerstoff auch in tiefere Schichten.

## Verkehr
Waltershofen ist per Bus im Halbstundentakt über die Linie 32 mit Lehen, Haslach und Rieselfeld verbunden, von wo aus Anschluss an das Straßenbahnnetz und die Freiburger Innenstadt besteht.
Für den Radverkehr ist Waltershofen durch den Mooswald am Opfinger See vorbei mit dem FR 5 am Mundenhof verbunden. Es besteht ein Radweg nach Umkirch mit Anschluss an den FR 1 und am Mühlbach entlang eine Verbindung nach Opfingen, Tiengen und Munzingen. Im August 2024 wurde der Lückenschluss nach Merdingen entlang und parallel zur Kreisstraße über den Tuniberg bis zum bestehenden Radweg auf dem Tunibergsattel mit Anschluss zum Tuniberghöhenweg fertig gestellt, der dort zuvor einfach endete. Der Bau einer Verbindung nach Gottenheim entlang der L 187 und damit in Verantwortung des Landes Baden-Württemberg wird schon lange gefordert.

## Bauwerke
Mittelpunkt des Dorfes ist die katholische Pfarrkirche St. Peter und Paul, die von Christoph Arnold in den Jahren 1816 bis 1819 im Weinbrenner-Stil erbaut wurde, nachdem die Pfarrei von Wippertskirch, welche auch die Kirche des Klosters Schuttern seit 1136 war, 1815 nach Waltershofen verlegt wurde. Die Kirche ist in Waltershofen an Stelle einer St. Margareten-Kapelle erbaut worden, die dort seit ca. 1270 stand.
Das Gebiet um den alten Sportplatz soll bis 2025 mit 52 Wohnungen und Gewerbeflächen für die Nahversorgung bebaut werden. Die angrenzende ehemalige Radsporthalle soll abgerissen und ebenfalls mit Wohnungen bebaut werden.

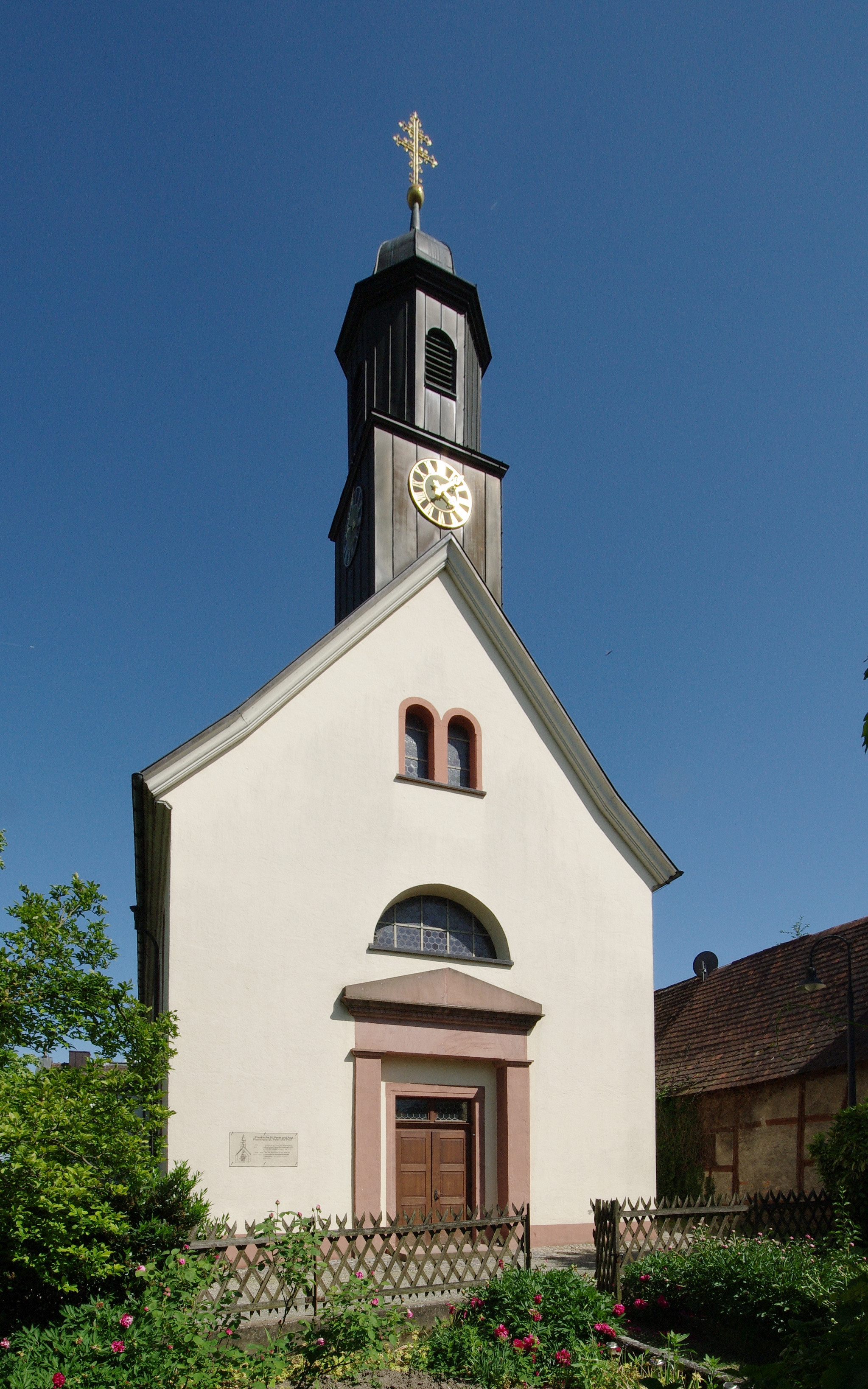
St. Peter und Paul Haupteingang
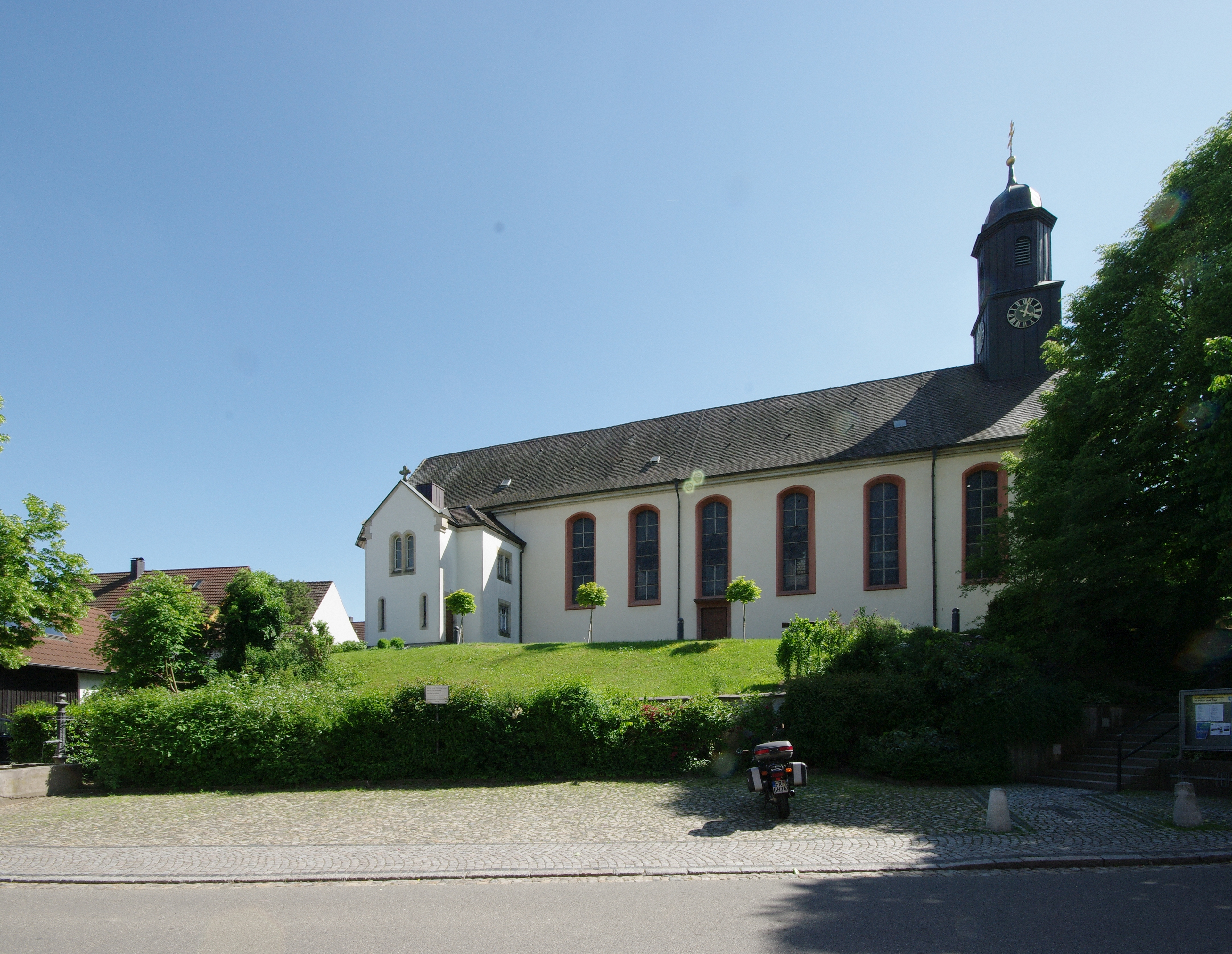
Katholische Kirche St. Peter und Paul
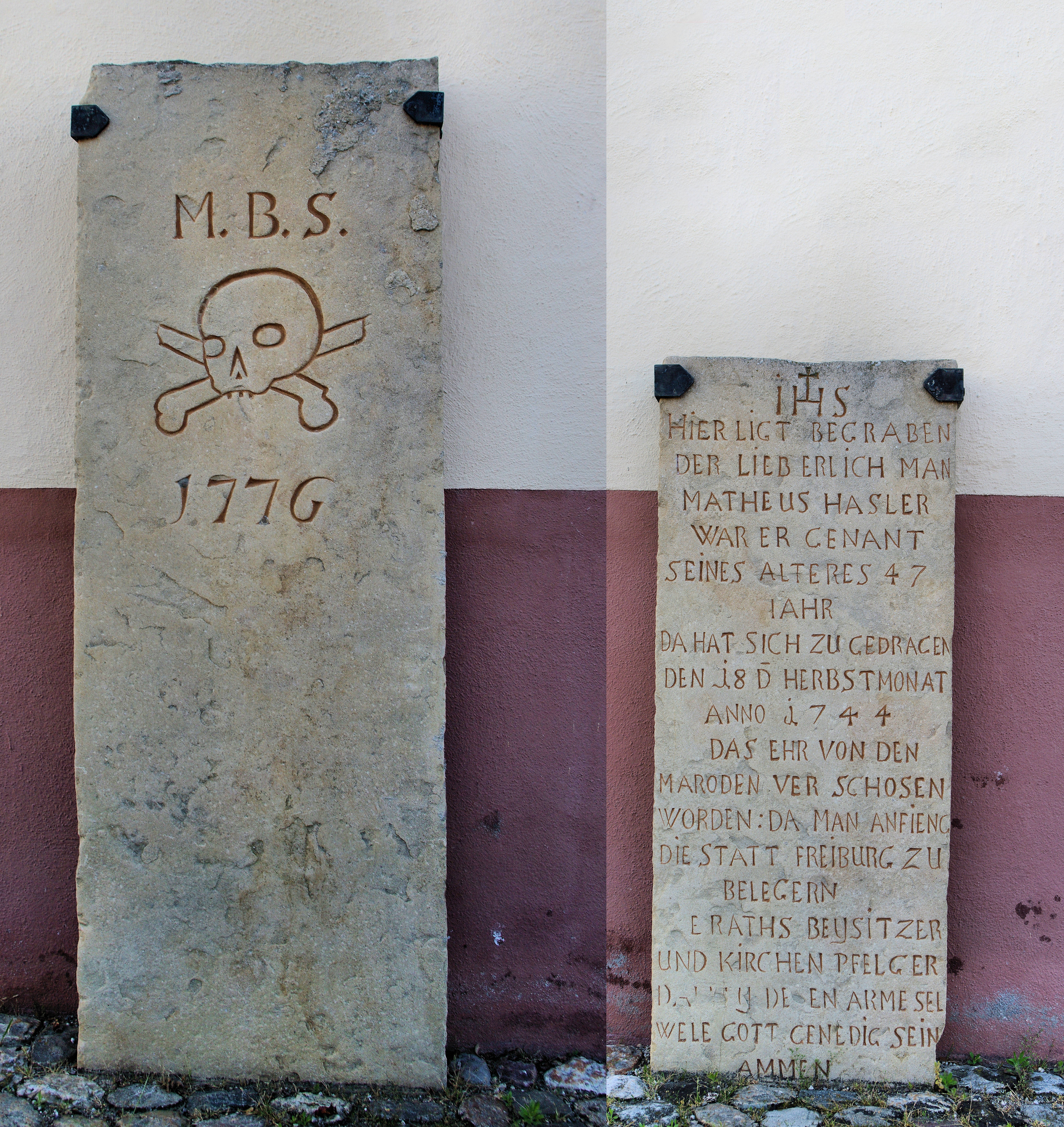
Grabtafeln an St. Peter und Paul